# 해평초등학교 향산분교
해평초등학교 향산분교는 경상북도 구미시 해평면 강동로 2028 (산양리)에 있었던 초등학교 분교이다.

## 연혁
- 1945년 5월 27일 해평북부공립국민학교 개교(설립인가 4월 28일)
- 1946년 6월 25일 향산국민학교로 교명 변경
- 1978년 4월 30일 임간교실 설치
- 1983년 9월 28일 본관 건물 개축
- 1984년 7월 6일 병설유치원 개원
- 1994년 3월 1일 해평국민학교 향산분교장으로 격하
- 2013년 3월 1일 폐교 (해평초등학교 본교로 통합)